# Weldenia candida
Weldenia candida är en himmelsblomsväxtart som beskrevs av Julius Hermann Schultes. Weldenia candida ingår i släktet Weldenia och familjen himmelsblomsväxter. Inga underarter finns listade.